# Nishi-ku (Kobe)
Pour les articles homonymes, voir Nishi-ku.
Nishi (西区, Nishi-ku) est un des neuf arrondissements de la ville de Kobe. Nishi en japonais signifie « ouest ». Nishi-ku occupe la partie nord-ouest de la ville.
Nishi-ku a une superficie de 137,86 km2 et une population de 234 420 habitants en janvier 2023.